# Covers (musikalbum)
Covers är ett musikalbum från 2010 med jazzsångerskan Anna Christoffersson och kompositören och pianisten Steve Dobrogosz.

## Låtlista
1. Ave Maria (Franz Schubert) – 4'20
2. Jealous Guy (John Lennon) – 4'31
3. Ooh Child (Stan Vincent) – 4'13
4. Like a Hurricane (Neil Young) – 6'13
5. Just the Way You Are (Bruno Mars) – 5'21
6. I Have Nothing (Whitney Houston) – 5'45
7. Through the Morning, Through the Night (Gene Clark) – 4'48
8. Somewhere (Leonard Bernstein/Stephen Sondheim) – 4'01
9. I Heard it Through the Grapevine (Norman Whitfield/Barrett Strong) – 5'27
10. A Song for You (Leon Russell) – 5'24
11. Dig Me a Grave (Anna Christoffersson) – 5'50
12. All Around (Anna Christoffersson) – 6'20
13. Akikaze Ni (Steve Dobrogosz) – 3'56

## Medverkande
- Anna Christoffersson – sång
- Steve Dobrogosz – piano

## Recensioner
- Svenska Dagbladet 2010-11-16